# Phenacoccus echeveriae
Phenacoccus echeveriae är en insektsart som beskrevs av Mckenzie 1960. Phenacoccus echeveriae ingår i släktet Phenacoccus och familjen ullsköldlöss. Inga underarter finns listade i Catalogue of Life.